# Palast von Fachr ad-Dīn II.

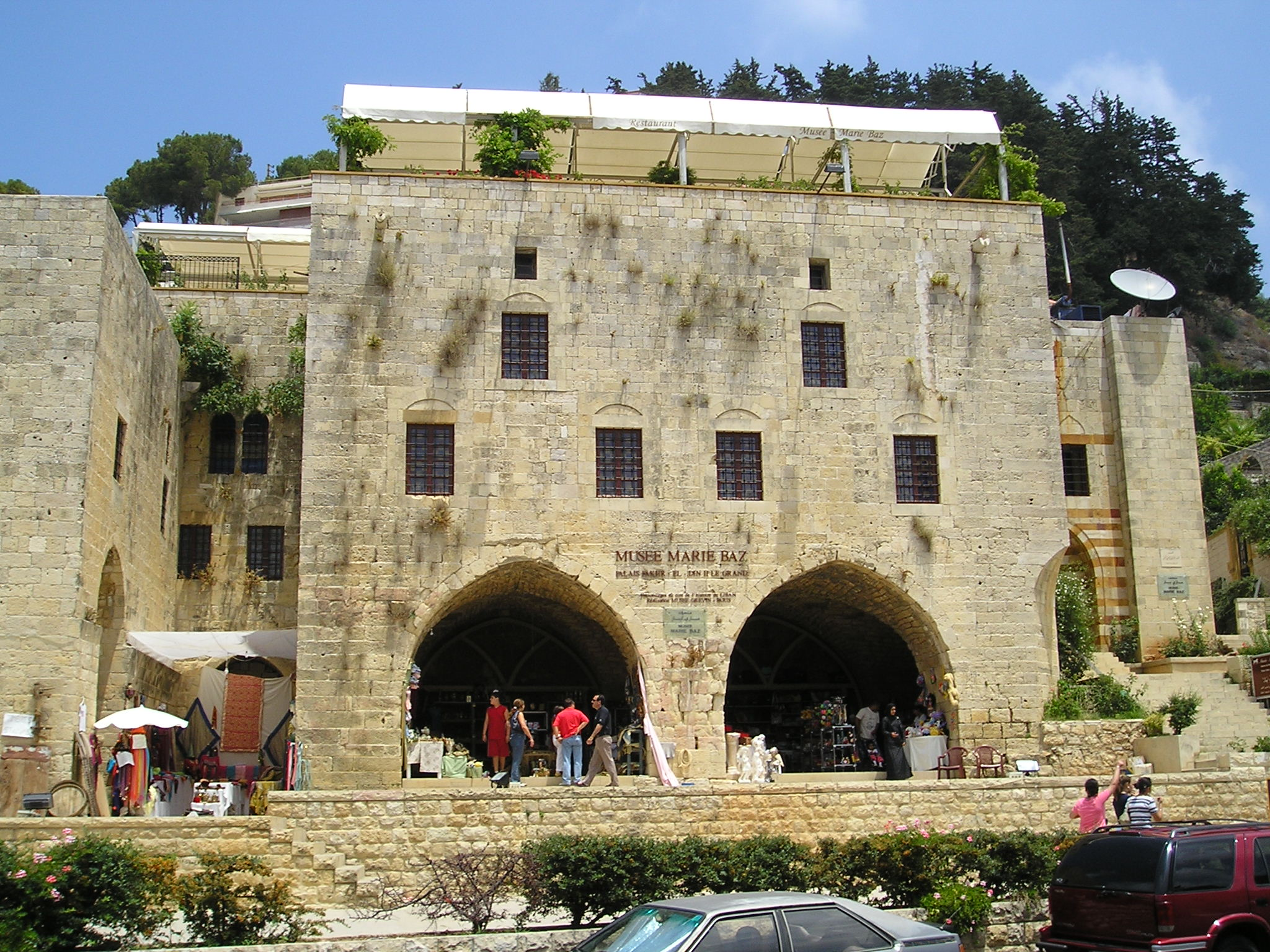
Hauptfassade

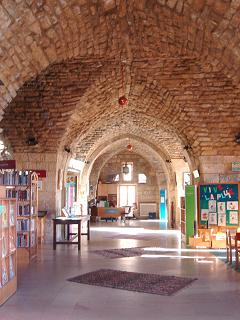
Innenansicht von 2007.

Der Palast von Fachr ad-Dīn II. (arabisch قصر فخر الدين, DMG Qaṣr Faḫr ad-Dīn) ist ein historischer Palast (Serail) in Dair al-Qamar, Libanon. Er wurde für den Emir Fachr ad-Dīn II. in den Jahren nach 1600 errichtet.

## Architektur
Der befestigte und massig wirkende Palast ist vom Stil der ägyptischen Mamluken beeinflusst. Er besteht aus einem Erdgeschoss mit großen Eingangsgewölben und einem Obergeschoss, das rund um einen Innenhof angeordnet ist. Der Eingangsbereich ist eine gewölbte Wachstube, von der man im 90°-Winkel in eine zweite Kammer gelangt, durch die der Zugang zum Hauptraum gegeben ist. Diese Bauweise erleichterte eine Verteidigung im Angriffsfall, da die Wachen auf diese Weise nur einen Punkt verteidigen mussten. In dieser Zeit war dies eine übliche Bauweise für arabische Paläste.
Das Gebäude beherbergt auch einen separaten Sektor für den Harem, in dem die Frauen des Emirs lebten und in dem jede einzelne Frau ihren eigenen Bereich hatte. Im Innenhof steht ein reich verzierter achteckiger Springbrunnen.

## Nutzung
Heute beherbergt der Palast das Wachsmuseum der Marie Baz. Die Familie Baz hat in Zusammenarbeit mit dem Musée Grévin (Paris) ein kleines Museum mit 70 Wachsfiguren eingerichtet, die historische Persönlichkeiten des Libanon darstellen.